# Општи избори у Босни и Херцеговини 2014.
Општи избори у Босни и Херцеговини 2014. одржани су 12. октобра 2014. године. На изборима су бирани чланови Предсједништва Босне и Херцеговине, посланици Представничког дома Парламентарне скупштине БиХ, Представничког дома Парламента ФБиХ, предсједник и потпредсједници Републике Српске, народни посланици у Народној скупштини Републике Српске, као и представници за скупштине кантона у Федерацији Босне и Херцеговине. Расписани су одлуком Централне изборне комисије Босне и Херцеговине, 15. маја 2014. године, на основу Изборног закона Босне и Херцеговине.
На овим изборима укупно се бирало 518 носилаца мандата. Учествовало је 98 политичких субјекта. Од тога 50 политичких странака, 24 коалиције и 24 независна кандидата. На листама политичких субјеката било је укупно 7.748 кандидата, од којих су 3.276 или 42% биле жене, а 4.472 или 58% мушкарци. Укупно је регистровано 3.278.908 бирача, од којих 3.216.177 у БиХ и 42.139 у иностранству. Локалне (општинске и градске) изборне комисије акредитовале су око 50.000 посматрача политичких субјеката, док је Централна изборна комисија акредитовала 5.760 посматрача, међу којима су била и 552 међународна посматрача.

## Политичка ситуација
Након општих избора 3. октобра 2010. Социјалдемократска партија Босне и Херцеговине (СДП) Златка Лагумџије је постала највећа странка у ФБиХ, док је у РС Савез независних социјалдемократа (СНСД) Милорада Додика однео победу на свим нивоима (председник РС и Народна скупштина). Међутим немогућност политичког договора и неостварење пресуде Сејдић-Финци на нивоу ФБиХ и БиХ између главних странака је проузроковало вишемјесечну политичку кризу.
Током преговора формирана су два неформална блока: један који је окупљао претежно бошњачке и централистичке странке а други српско-хрватске аутономистичке партије. У првом блоку су били Социјалдемократска партија Босне и Херцеговине, Странка демократске акције (СДА), Хрватска странка права Босне и Херцеговине (ХСП) и Народна странка Радом за бољитак (НСРБ). У другом блоку су се нашли Савез независних социјалдемократа, Српска демократска странка (СДС), Хрватска демократска заједница Босне и Херцеговине (ХДЗ БиХ) и Хрватска демократска заједница 1990 (ХДЗ 1990). Будући да је нови председавајући Савјета министара морао бити из реда хрватског народа први блок је кандидовао за председавајућег Хрвата из СДП-а Славка Кукића, док је други блок тражио да премијер буде члан ХДЗ-а БиХ, будући да је та странка на изборима добила највише хрватских гласова.
У ФБиХ коалиција СДП-СДА-ХСП-НСРБ је формирала владу на челу са Нермином Никшићем (СДП) у марту 2011. Међутим, представника Хрвата де факто није било јер су ХДЗ БиХ и ХДЗ 1990 остали у опозицији.
Криза је окончана тек у децембру 2011. и 12. јануара 2012. Хрват Вјекослав Беванда (ХДЗ БиХ) је формирао Савјет министара у којем су се нашле СДП, СНСД, СДА, СДС, ХДЗ БиХ и ХДЗ 1990. 
Већ у јесен 2012. раздор на релацији СДП-СДА је изазвао нову блокаду: на нивоу БиХ СДП је смијенила министре СДА и на њихово место су ушли представници СДП-а и Савеза за бољу будућност БиХ (СББ) Фахрудина Радончића (који је именован за министра безбедности). На нивоу ФБиХ СДА, ХСП и НСРБ су бојкотовале рад владе и парламента и онемогућили СДП-у да промени састав владајуће коалиције који је желео да формира нову владу са СББ-ом и хрватским странкама.
Скоро перманентна политичка криза у ФБиХ је била главни мотор немира који су уследили почетком 2014. године. Први протести почели су 4. фебруара у Тузли, немири су убрзо проширени и на остале градове са бошњачком већином. Демонстранти су, између осталог, запалили зграду Председништва БиХ, као и зграде влада кантона Сарајево, Тузла и Зеница. У Републици Српској су неколико пута организовани протести подршке од стране бошњачких удружења и невладиних организација, али нису забележени немири. Бошњачка националистичка идеја "унитарне Босне" је била главни захтјев протестаната и тзв. групе УДАР. Немири су утихнули у марту-априлу.
Политичка последица ове ситуације је била смјена министра безбедности и лидера СББ-а Радончића, коју су подржале владајуће партије и СДА. Радончићева смјена је међутим означила и излазак СББ-а из власти, као и губитак већине у Представничком дому од стране Бевандиног Савјета министара.

## Странке и кандидати

### Предсједништво БиХ
За изборе за Предсједништво БиХ пријављено је 17 кандидата.
Кандидати за избор бошњачког члана су: Сефер Халиловић (БПС), Фахрудин Радончић (СББ БиХ), Џебраил Бајрамовић (СД БиХ), Мустафа Церић (независни), Бакир Хаџиомеровић (СДП БиХ), Бакир Изетбеговић (СДА), Емир Суљагић (ДФ), Адил Жигић (независни), Мирсад Кебо (независни) и Халил Тузлић (независни).
Кандидати за избор хрватског члана су: Драган Човић (ХДЗ БиХ), Живко Будимир (СПП), Анто Поповић (ДФ) и Мартин Рагуж (ХДЗ 1990).
Кандидати за избор српског члана су: Младен Иванић (коалиција СзП), Горан Змијањац (СПП) и Жељка Цвијановић (коалиција СНСД — ДНС — СП).

### Федерација БиХ
У бошњачко-босанском табору главне политички субјекти који се такмиче на изборима за Представнички дом БиХ, Представнички дом ФБиХ и у скупштинама кантона, су владајући СДП БиХ Златка Лагумџије, СДА коју де факто води Бакир Изетбеговић, СББ БиХ Фахрудина Радончића а ту су још и СБиХ, БПС, БОСС, ХСП БиХ-ДСИ и НСРБ. Међу новијим политичким субјектима налазе Демократски фронт (настао из расцјепа од СДП-а) Жељка Комшића и Странка правде и повјерења (настала из расцјепа од ХСП-а БиХ и која је у коалицији Заједно за промјене са СДУ-ом и ДНЗ-ом) Живка Будимира.
У хрватском табору се налазе с једне стране коалиција окупљена око Хрватског народног сабора БиХ коју чине: Хрватска демократска заједница Босне и Херцеговине, Хрватска сељачка странка, Хрватска хришћанско-демократска унија БиХ, Хрватска странка права др Анте Старчевић БиХ и Хрватска странка права Херцег-Босне а с друге стране Хрватска демократска заједница 1990.

### Република Српска
У РС-у се супротстављају две коалиције. Владајући СНСД Милорада Додика је у коалицији са ДНС-ом и СП-ом. Ова коалиција је кандидовала Милорада Додика за председника РС. Опозиција се ујединила и створила коалицију Савез за промјене, коју су саставиле Српска демократска странка, Партија демократског прогреса, Народни демократски покрет, Српска радикална странка Републике Српске, Партија уједињених пензионера и Странка социјалне сигурности српских бораца. СзП је кандидовао Огњена Тадића за председника РС.

## Резултати

### Предсједништво БиХ

#### Бошњачки члан
| Кандидат                         | Странка/Коалиција                              | Гласови                          | %                                |
| Бошњачки члан Предсједништва БиХ | Бошњачки члан Предсједништва БиХ               | Бошњачки члан Предсједништва БиХ | Бошњачки члан Предсједништва БиХ |
| -------------------------------- | ---------------------------------------------- | -------------------------------- | -------------------------------- |
| Бакир Изетбеговић                | Странка демократске акције                     | 247.235                          | 32,86                            |
| Фахрудин Радончић                | Савез за бољу будућност Босне и Херцеговине    | 201.454                          | 26,78                            |
| Емир Суљагић                     | Демократски фронт                              | 114.334                          | 15,19                            |
| Бакир Хаџиомеровић               | Социјалдемократска партија Босне и Херцеговине | 75.369                           | 10,01                            |
| Сефер Халиловић                  | Босанскохерцеговачка патриотска странка        | 66.230                           | 8,80                             |
| Мустафа Церић                    | Независан                                      | 33.882                           | 4,50                             |
| Џебраил Бајрамовић               | Странка дијаспоре Босне и Херцеговине          | 5.041                            | 0,67                             |
| Мирсад Кебо                      | Независан                                      | 3.893                            | 0,51                             |
| Халил Тузлић                     | Независан                                      | 3.162                            | 0,42                             |
| Адил Жигић                       | Независан                                      | 1.637                            | 0,21                             |
| Укупно                           | Укупно                                         | 752.237                          | 100,00                           |
| Извор: Избори.ба                 |                                                |                                  |                                  |

#### Српски члан
| Кандидат                       | Странка/Коалиција              | Гласови                        | %                              |
| Српски члан Предсједништва БиХ | Српски члан Предсједништва БиХ | Српски члан Предсједништва БиХ | Српски члан Предсједништва БиХ |
| ------------------------------ | ------------------------------ | ------------------------------ | ------------------------------ |
| Младен Иванић                  | Савез за промјене              | 317.799                        | 48,69                          |
| Жељка Цвијановић               | СНСД — ДНС — СП                | 310.867                        | 47,63                          |
| Горан Змијањац                 | Странка праведне политике      | 23.936                         | 3,66                           |
| Укупно                         | Укупно                         | 652.602                        | 100,00                         |
| Извор: Избори.ба               |                                |                                |                                |

#### Хрватски члан
| Кандидат                         | Странка/Коалиција                                  | Гласови                          | %                                |
| Хрватски члан Предсједништва БиХ | Хрватски члан Предсједништва БиХ                   | Хрватски члан Предсједништва БиХ | Хрватски члан Предсједништва БиХ |
| -------------------------------- | -------------------------------------------------- | -------------------------------- | -------------------------------- |
| Драган Човић                     | Хрватска демократска заједница Босне и Херцеговине | 128.053                          | 52,20                            |
| Мартин Рагуж                     | Хрватска демократска заједница 1990                | 94.695                           | 38,60                            |
| Живко Будимир                    | Странка правде и повјерења                         | 15.368                           | 6,26                             |
| Анто Поповић                     | Демократски фронт                                  | 7.179                            | 2,92                             |
| Укупно                           | Укупно                                             | 245.295                          | 100,00                           |
| Извор: Избори.ба                 |                                                    |                                  |                                  |

### Представнички дом Парламентарне скупштине БиХ
| Странка демократске акције                                        | 274.057   | 27,87  | 9  | 31.337  | 4,84   | 1  | 305.394   | 10 | +3   |
| Савез независних социјалдемократа                                 | 5.842     | 0,59   | 0  | 249.182 | 38,48  | 6  | 255.024   | 6  | –2   |
| Српска демократска странка                                        | –         | –      | –  | 211.562 | 32,67  | 5  | 211.562   | 5  | +1   |
| Демократски фронт                                                 | 150.767   | 15,33  | 5  | –       | –      | –  | 150.767   | 5  | н.п. |
| Савез за бољу будућност Босне и Херцеговине                       | 142.003   | 14,44  | 4  | –       | –      | –  | 142.003   | 4  | 0    |
| Хрватска демократска заједница БиХ — ХСС — ХКДУ — ХСП АС — ХСП ХБ | 119.468   | 12,15  | 4  | 3.554   | 0,55   | –  | 123.022   | 4  | +1   |
| Социјалдемократска партија БиХ                                    | 92.906    | 9,45   | 3  | 15.595  | 2,43   | –  | 108.501   | 3  | –5   |
| Партија демократског прогреса — Народни демократски покрет        | 194       | 0,02   | 0  | 50.322  | 7,77   | 1  | 50.516    | 1  | 0    |
| Хрватска демократска заједница 1990                               | 40.113    | 4,08   | 1  | –       | –      | –  | 40.113    | 1  | –    |
| Босанскохерцеговачка патриотска странка                           | 35.866    | 3,65   | 1  | 2.452   | 0,38   | 0  | 38.318    | 1  | +1   |
| Демократски народни савез — НС — СРС                              | –         | –      | –  | 37.052  | 5,72   | 1  | 37.052    | 1  | 0    |
| Странка за Босну и Херцеговину                                    | 25.677    | 2,61   | 0  | –       | –      | –  | 25.677    | 0  | –2   |
| Странка демократске активности                                    | 22.088    | 2,25   | 1  | –       | –      | –  | 22.088    | 1  | +1   |
| Социјалистичка партија                                            | –         | –      | –  | 18.729  | 2,89   | 0  | 18.729    | 0  | 0    |
| Заједно за промјене (СПП — СДУ — ДНЗ)                             | 12.885    | 1,31   | 0  | 3.421   | 0,53   | 0  | 16.306    | 0  | –1   |
| Народна странка Радом за бољитак                                  | 12.927    | 1,31   | 0  | –       | –      | –  | 12.927    | 0  | –1   |
| Српска напредна странка                                           | –         | –      | –  | 11.421  | 1,76   | 0  | 11.421    | 0  | 0    |
| Наша странка                                                      | 10.913    | 1,11   | 0  | –       | –      | –  | 10.913    | 0  | 0    |
| Странка праведне политике                                         | –         | –      | –  | 9.762   | 1,51   | 0  | 9.762     | 0  | н.п. |
| Босанска странка                                                  | 7.518     | 0,76   | 0  | –       | –      | –  | 7.518     | 0  | 0    |
| Унија социјалдемократа                                            | 5.881     | 0.60   | 0  | 853     | 0,13   | 0  | 6.734     | 0  | 0    |
| Лабуристичка странка — Лабуристи БиХ                              | 5.731     | 0,58   | 0  | –       | –      | –  | 5.731     | 0  | н.п. |
| Хрватска странка права БиХ — ДСИ                                  | 5.475     | 0,56   | 0  | –       | –      | –  | 5.475     | 0  | –1   |
| Комунистичка партија                                              | 3.075     | 0,31   | 0  | 1.976   | 0,30   | 0  | 5.051     | 0  | -    |
| Хрватски савез ХКДУ — Храст                                       | 4.718     | 0,48   | 0  | –       | –      | –  | 4.718     | 0  | н.п. |
| Странка дијаспоре Босне и Херцеговине                             | 3.371     | 0,34   | 0  | –       | –      | –  | 3.371     | 0  | н.п. |
| Нови покрет БиХ                                                   | 1.830     | 0,19   | 0  | –       | –      | –  | 1.830     | 0  | н.п. |
| Томо Вукић                                                        | –         | –      | –  | 397     | 0,06   | 0  | 397       | 0  | н.п. |
| Неважећи гласови                                                  | 97.720    | –      | –  | 58.809  | –      | –  | 156.529   | –  | –    |
| Укупно                                                            | 1.081.025 | 100,00 | 28 | 706.424 | 100,00 | 14 | 1.787.449 | 42 | –    |
| Извор: Избори.ба                                                  |           |        |    |         |        |    |           |    |      |

### Избори у ФБиХ

#### Представнички дом Парламента ФБиХ
| Странка демократске акције                                        | 275.728   | 27,79  | 29 |
| Савез за бољу будућност Босне и Херцеговине                       | 145.946   | 14,71  | 16 |
| Демократски фронт                                                 | 128.058   | 12,90  | 14 |
| Хрватска демократска заједница БиХ — ХСС — ХКДУ — ХСП АС — ХСП ХБ | 118.375   | 11,93  | 12 |
| Социјалдемократска партија БиХ                                    | 100.626   | 10,14  | 12 |
| Хрватска демократска заједница 1990                               | 40.125    | 4,04   | 4  |
| Босанскохерцеговачка патриотска странка                           | 36.873    | 3,72   | 4  |
| Странка за Босну и Херцеговину                                    | 32.790    | 3,30   | 3  |
| Странка демократске активности                                    | 22.334    | 2,25   | 2  |
| Наша странка                                                      | 15.248    | 1,54   | 1  |
| Лабуристичка странка — Лабуристи БиХ                              | 5.607     | 0,57   | 1  |
| Неважећи гласови                                                  | 88.546    | –      | –  |
| Укупно                                                            | 1.080.888 | 100,00 | 98 |
| Извор: Избори.ба                                                  |           |        |    |

#### Кантоналне скупштине
| Странка                                                   | УСК | ПК | ТК | ЗДК | БПК | СБК ЖСБ | ХНК ЖХН | ЗХЖ | КС | K10 | Укупно |
| --------------------------------------------------------- | --- | -- | -- | --- | --- | ------- | ------- | --- | -- | --- | ------ |
| Странка демократске акције                                | 10  | 3  | 13 | 11  | 6   | 8       | 7       | 0   | 10 | 2   | 70     |
| Хрватска демократска заједница БиХ — ХСС — ХКДУ — ХСП ХБ  | 0   | 7  | 0  | 2   | 0   | 8       | 11      | 14  | 0  | 9   | 51     |
| Савез за бољу будућност Босне и Херцеговине               | 3   | 1  | 5  | 8   | 5   | 4       | 3       | 0   | 7  | 0   | 36     |
| Социјалдемократска партија Босне и Херцеговине            | 4   | 1  | 6  | 4   | 2   | 4       | 3       | 0   | 4  | 1   | 29     |
| Демократски фронт                                         | 4   | 0  | 4  | 5   | 2   | 3       | 2       | 0   | 7  | 0   | 27     |
| Хрватска демократска заједница 1990                       | 0   | 7  | 0  | 0   | 0   | 2       | 3       | 4   | 0  | 4   | 20     |
| Странка демократске активности                            | 6   | 0  | 0  | 2   | 1   | 0       | 0       | 0   | 0  | 0   | 9      |
| Босанскохерцеговачка патриотска странка                   | 0   | 0  | 2  | 1   | 2   | 0       | 1       | 0   | 2  | 0   | 8      |
| Странка за Босну и Херцеговину                            | 0   | 0  | 3  | 2   | 2   | 0       | 0       | 0   | 0  | 0   | 7      |
| Хрватска странка права БиХ — ДСИ/ХСС Стјепана Радића      | 0   | 1  | 0  | 0   | 0   | 1       | 0       | 2   | 0  | 2   | 6      |
| Народна странка Радом за бољитак                          | 0   | 0  | 2  | 0   | 0   | 0       | 0       | 1   | 0  | 2   | 5      |
| Наша странка                                              | 0   | 0  | 0  | 0   | 0   | 0       | 0       | 0   | 3  | 0   | 3      |
| Савез независних социјалдемократа                         | 0   | 0  | 0  | 0   | 0   | 0       | 0       | 0   | 0  | 3   | 3      |
| Босанска странка                                          | 0   | 0  | 0  | 0   | 0   | 0       | 0       | 0   | 2  | 0   | 2      |
| Лабуристичка странка — Лабуристи БиХ                      | 2   | 0  | 0  | 0   | 0   | 0       | 0       | 0   | 0  | 0   | 2      |
| Хрватска независна листа                                  | 0   | 0  | 0  | 0   | 0   | 0       | 0       | 0   | 0  | 2   | 2      |
| Странка за боље Горажде                                   | 0   | 0  | 0  | 0   | 2   | 0       | 0       | 0   | 0  | 0   | 2      |
| Хрватска странка права др Анте Старчевић БиХ              | 0   | 0  | 0  | 0   | 0   | 0       | 0       | 1   | 0  | 0   | 1      |
| Заједно за промјене (СПП — СДУ — ДНЗ — СП/У — СУНД — ЛДС) | 1   | 0  | 0  | 0   | 0   | 0       | 0       | 0   | 0  | 0   | 1      |
| Либерална странка                                         | 0   | 0  | 0  | 0   | 1   | 0       | 0       | 0   | 0  | 0   | 1      |
| Странка дијаспоре Босне и Херцеговине                     | 0   | 0  | 0  | 0   | 1   | 0       | 0       | 0   | 0  | 0   | 1      |
| Нови покрет Босне и Херцеговине                           | 0   | 0  | 0  | 0   | 1   | 0       | 0       | 0   | 0  | 0   | 1      |
| Хрватски савез ХКДУ — Храст                               | 0   | 0  | 0  | 0   | 0   | 0       | 0       | 1   | 0  | 0   | 1      |
| Посавска странка                                          | 0   | 1  | 0  | 0   | 0   | 0       | 0       | 0   | 0  | 0   | 1      |
| Укупно                                                    | 30  | 21 | 35 | 35  | 25  | 30      | 30      | 23  | 35 | 25  |        |

### Избори у Републици Српској

#### Предсједник и потпредсједници РС
| Кандидат              | Партија                                                  | Број гласова | %      | Изабран / Није изабран |
| --------------------- | -------------------------------------------------------- | ------------ | ------ | ---------------------- |
| Милорад Додик         | СНСД — ДНС — СП                                          | 303.496      | 45,39  | Предсједник            |
| Огњен Тадић           | Савез за промјене                                        | 296.021      | 44,28  | није изабран           |
| Рамиз Салкић          | Домовина                                                 | 24.994       | 3,63   | Потпредсједник         |
| Сејфудин Токић        | Странка демократске активности                           | 11.312       | 1,69   | није изабран           |
| Драгомир Јовичић      | Странка праведне политике                                | 7.569        | 1,13   | није изабран           |
| Енес Суљкановић       | Социјалдемократска партија БиХ                           | 6.809        | 1,02   | није изабран           |
| Јосип Јерковић        | Хрватска демократска заједница БиХ — ХСС — ХКДУ — ХСП ХБ | 6.562        | 0,98   | Потпредсједник         |
| Емил Влајки           | Партија економске и социјалне правде                     | 3.202        | 0,47   | није изабран           |
| Амир Хорић            | Босанскохерцеговачка патриотска странка                  | 2.216        | 0,33   | није изабран           |
| Санда Стојаковић      | Комунистичка партија                                     | 959          | 0,14   | није изабран           |
| Владан Марковић       | Независан                                                | 948          | 0,14   | није изабран           |
| Милко Стојановић      | Независан                                                | 873          | 0,13   | није изабран           |
| Иво Блажановић        | Демократска странка инвалида                             | 812          | 0,12   | није изабран           |
| Младен Нешковић       | Независан                                                | 783          | 0,11   | није изабран           |
| Сенад Бешић           | Независан                                                | 754          | 0,11   | није изабран           |
| Самир Палић           | Социјалдемократска унија БиХ                             | 605          | 0,09   | није изабран           |
| Тома Седло            | Странка правде и повјерења                               | 582          | 0,08   | није изабран           |
| Индира Мухаремовић    | Прва странка                                             | 565          | 0,08   | није изабран           |
| Ченај Петрит          | Независан                                                | 166          | 0,02   | није изабран           |
| Укупно важећи гласови | Укупно важећи гласови                                    | 668.528      | 100,00 | -                      |
| Неважећи гласови      | Неважећи гласови                                         | 38.108       | -      | -                      |
| Извор: ЦИК            |                                                          |              |        |                        |

#### Народна скупштина РС
| Савез независних социјалдемократа         | 213.665 | 32,28  | 29 |
| Српска демократска странка — ПУП — СРС РС | 173.824 | 26,26  | 24 |
| Демократски народни савез — НС — СРС      | 61.016  | 9,22   | 8  |
| Партија демократског прогреса             | 48.845  | 7,38   | 7  |
| Домовина                                  | 34.583  | 5,22   | 5  |
| Народни демократски покрет                | 33.977  | 5,13   | 5  |
| Социјалистичка партија                    | 33.695  | 5,09   | 5  |
| Укупно                                    | 661.910 | 100,00 | 83 |
| Неважећи гласови                          | 44.801  | -      | -  |
| Извор: ЦИК                                |         |        |    |